# Mecometopus bicinctus
Mecometopus bicinctus är en skalbaggsart som beskrevs av Aurivillius 1920. Mecometopus bicinctus ingår i släktet Mecometopus och familjen långhorningar. Inga underarter finns listade i Catalogue of Life.